# Церивастатин
Церивастатин — синтетичний гіполіпідемічний засіб, що належить до групи статинів, для перорального застосування. Був відкликаний із фармацевтичного ринку у 2001 році у зв'язку із виявленими важкими побічними ефектами.

## Фармакологічні властивості
Церивастатин — колишній синтетичний гіполіпідемічний засіб, що належить до групи статинів, для перорального застосування. Механізм дії препарату полягав у блокуванні початкових стадій синтезу холестерину. Після перорального прийому церивастатин чинив основну дію в печінці, де конкурентно блокував фермент ГМГ-КоА-редуктазу, який каталізує перетворення ГМГ-КоА у мевалонат, що дозволяє блокувати біосинтез холестерину на початковій стадії. Церивастатин також пригнічував біосинтез ліпопротеїнів низької щільності, тригліцеридів, ліпопротеїнів дуже низької щільності та підвищував вміст у крові ліпопротеїнів високої щільності, які мають антиатерогенний ефект. За своєю гіполіпідемічною дією церивастатин переважав інші синтезовані на той час статини. Після впровадження у широку клінічну практику церивастатину у 1997 році відмічено 52 випадки важкого рабдоміолізу із розвитком ниркової недостатності, переважно при сумісному застосуванні із фібратами (найчастіше гемфіброзилом). Було зареєстровано також 32 смертельних випадки у США, і загальна кількість смертельних випадків у світі після застосування церивастатину сягнула 83 особи. Частота смертельних випадків при застосуванні церивастатину була від 16 до 80 разів вищою, чим при застосуванні інших статинів. Більшості загиблих хворих були призначені високі дози препарату (80 мг/добу). Іншою можливою причиною частих побічних ефектів церивастатину є те, що він є найбільш ліпофільним препаратом із групи статинів та найкраще проникав у тканини організму. У зв'язку із частими важкими, у тому числі смертельними, побічними ефектами препарату, компанія Bayer, що володіла патентом на препарат, у серпні 2001 року вирішила відкликати церивастатин із аптечної мережі по усьому світу. В Україні церивастатин був зареєстрований у 1998 році, але завезений для продажу в аптеках лише у червні 2001 року, і лише 30 упаковок препарату поступили у продажу в аптечну мережу. Серйозних побічних ефектів від застосування церивастатину на території України не було зареєстровано.

### Фармакодинаміка
Церивастатин добре всмоктується в шлунково-кишковому тракті. Біодоступність препарату складає в середньому 60%. Церивастатин добре зв'язувався із білками плазми крові. Церивастатин накопичується у печінці, де метаболізується до активних та неактивних метаболітів. Дані за механізм виведення препарату відсутні. Період напіввиведення церивастатину становить 2—3 години.

## Застосування препарату
Церивастатин застосовувався при первинних гіперліпопротеїнеміях IIa и IIb типів (при неефективності дієтотерапії у пацієнтів з підвищеним ризиком виникнення коронарного атеросклерозу) та гіперхолестеринемії.

## Інші побічні ефекти
При застосуванні церивастатину, крім рабдоміолізу, спостерігалися наступні побічні ефекти: головний біль, грипоподібний синдром, риніт, синусити, кашель, біль у животі, біль у суглобах та м'язах, біль у спині, порушення сну.

## Визначені протипокази
Церивастатин був протипоказаний при підвищеній чутливості до статинів, вагітності та годуванні грудьми, порушеннях функції печінки, стійкому підвищенні рівня активності трансаміназ в крові невідомої етіології, у дитячому віці. Церивастатин згідно рекомендацій фірми-виробника, було заборонено застосовувати із гемфіброзилом.